# Sankt Stefan ob Leoben
Sankt Stefan ob Leoben är en ort och kommun i Österrike. Den ligger i distriktet Leoben i förbundslandet Steiermark.
Kommunen består av sex orter (Ortschaften) (inom parentes invånarantal 1 januari 2024):
- Kaisersberg (339)
- Lichtensteinerberg (16)
- Lobming (327)
- Niederdorf (110)
- Sankt Stefan ob Leoben (981)
- Zmöllach (23)